# Douglas Stewart
Douglas Stewart (29 de março de 1919 — 3 de março de 1995) é um editor estadunidense. Venceu o Oscar de melhor montagem na edição de 1984 por The Right Stuff, ao lado de Glenn Farr, Lisa Fruchtman, Tom Rolf e Stephen A. Rotter.